# The Walrus
I The Walrus sono un gruppo musicale italiano, formatosi a Livorno nel 2005.

## Storia

### Gli esordi
Giorgio Mannucci, Francesco Pellegrini e Dario Solazzi si conoscono a scuola e, insieme ad Alessio Carnemolla, condividono la passione per la musica che li porterà a formare una band nel 2005. Con il nome iniziale di Unità 3 partecipano ad alcune selezioni di Italia Wave Toscana. Successivamente cambiano il nome del gruppo in The Walrus, ispirati dal noto brano dei Beatles (I Am the Walrus) presente nel disco Magical Mystery Tour del 1967. Nel novembre 2007 entra nella formazione Marta Bardi alla voce e tastiere.

### Gli album
Il 28 novembre 2008 pubblicano con Garrincha Dischi/Tomobiki Music l'album d'esordio Never Leave Behind Feeling Always Like a Child cantato in lingua inglese. L'artwork è realizzato da Michael Rotondi. Nel luglio dell'anno successivo si esibiscono all’Italia Wave Love Festival.
Nel 2011 realizzano una cover del brano Mare mare di Luca Carboni, che viene inclusa nella compilation Cantanovanta pubblicata dalla Garrincha Dischi.
Il 27 gennaio 2012 viene distribuito il secondo album, e primo interamente in italiano, dal titolo Hanno ucciso un robot (Garrincha Dischi/Distribuzione Venus). L'album è stato prodotto, registrato e missato da Lorenzo Ori presso il Loz Studio di Bologna, masterizzato da Giovanni Versari, e la copertina è opera di Francesca Lombardo. Il singolo Signorina delirio è stato selezionato tra centinaia e andato in onda nella trasmissione London Live 2.0 su Rai Due.

## Formazione
- Giorgio Mannucci – voce, chitarre (2005-?)
- Marta Bardi – voce, tastiere (2007-?)
- Francesco Pellegrini – chitarre (2005-?)
- Dario Solazzi – basso (2005-?)
- Alessio Carnemolla – batteria, tastiere (2005-?)

## Discografia

### Album in studio
- 2008 – Never Leave Behind Feeling Always Like a Child (Garrincha Dischi/Tomobiki Music)
- 2012 – Hanno ucciso un robot (Garrincha Dischi/Distribuzione Venus)

### Singoli
- 2012 – Signorina Delirio

### Partecipazioni
- 2011 – Cantanovanta (Garrincha Dischi) con Mare mare

## Videografia

### Videoclip
- Ambra Lunardi, Signorina Delirio, su YouTube, Loz Studio in collaborazione con Garrincha Dischi, 2 aprile 2012. URL consultato il 10 gennaio 2021.